# Xavier Tilliette
Xavier Tilliette (Corbie, 23 luglio 1921 – Parigi, 10 dicembre 2018) è stato un filosofo, storico della filosofia e teologo francese.
Allievo di Jean Wahl e di Vladimir Jankélévitch, fu membro della Compagnia di Gesù (1938) e professore emerito presso l'Institut catholique de Paris (1969), la Pontificia Università Gregoriana (1972), la Pontificia Università Lateranense e il Centre Sèvres di Parigi.

## Biografia

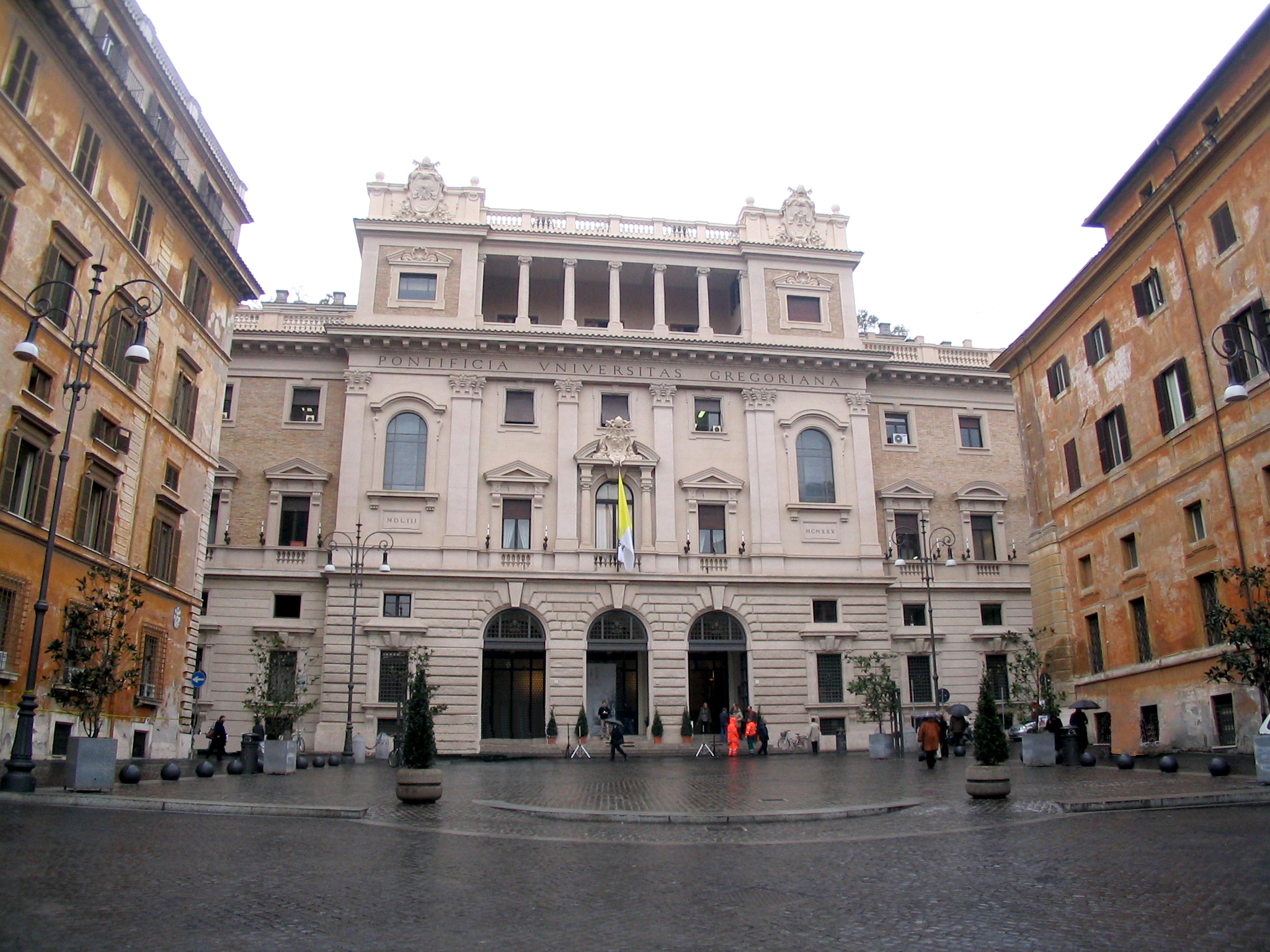
Facciata della Pontificia Università Gregoriana

Xavier Tilliette ha insegnato filosofia in diverse università, come "professore invitato", in Francia ed in molti centri universitari di altri paesi esteri, fra cui: Lima, Santiago del Cile, Berlino, Brema, Friburgo, Heidelberg, Amburgo, Monaco di Baviera, Bonn, Tubinga, Torino, Ferrara, Urbino, Roma, Macerata, Napoli, Palermo. Parlava correntemente inglese, italiano, tedesco e spagnolo, oltre al latino, al greco e all'ebraico, ed era altresì in grado di leggere in portoghese e danese.
Specialista di Schelling e di Jaspers, a partire dal 1970 delineò una propria cristologia filosofica che, in particolare, lungo la tradizione di Schelling e di Blondel, difendeva e illustrava l'idea di una filosofia cristiana nata dalla Rivelazione. Era anche un esperto di Claudel, della fenomenologia (Husserl e Maurice Merleau-Ponty) e dell'idealismo tedesco.
Tra i suoi maestri, discepoli o amici, si possono citare, oltre Wahl e Jankélévitch: Hans Urs von Balthasar, Karl Rahner, Henri de Lubac, Gaston Fessard, Hans Georg Gadamer, Jürgen Habermas, Maurice Merleau-Ponty, Jean-Paul Sartre, Louis Bouyer, Jean Daniélou, Emmanuel Lévinas, Paul Ricœur, Gabriel Marcel, Ambroise-Marie Carré, Yves Congar, Michel de Certeau, Stanislas Fumet, Maurice de Gandillac, Paul Doncœur, Pierre Blet, Marcel Brion, Robert Bresson, Enrico Castelli Gattinara di Zubiena, Luigi Pareyson, Giuseppe Riconda, Michel Henry, Claude Bruaire, Jean Greisch, François Varillon, Albert Vanhoye, Jean-Luc Marion, Jean-Louis Vieillard-Baron, Francesco Tomatis.
Più volte premiato dall'Accademia di Francia, cavaliere dell'OMRI e della Légion d'honneur, molte delle sue opere sono state tradotte in italiano, tedesco, spagnolo e inglese.
È stato membro dell'Istituto Italiano per gli Studi Filosofici, dell'Accademia bavarese delle scienze di Monaco di Baviera, del Centro studi filosofico-religiosi "Luigi Pareyson" e, dal 2006, membro corrispondente dell'”Accademia di estetica internazionale“ di Rapallo.
Xavier Tilliette ha scritto, nel complesso, più di 2000 lavori fra saggi, libri, articoli, recensioni, e la sua bibliografia più esauriente contiene più di 250 pagine.

## Pubblicazioni principali

### In italiano
- Attualità di Schelling, Biblioteca di Filosofia, Mursia, Milano, 1974.
- Breve introduzione alla fenomenologia husserliana, Itinerari, Lanciano (CH), 1983.
- Filosofi davanti a Cristo, Queriniana, Brescia, 1989 (nuova edizione, 1991).
- La Settimana Santa dei filosofi, Morcelliana, Brescia, 1992 (nuova edizione, 2003).
- La cristologia idealista, Queriniana, Brescia, 1993.
- Il Cristo dei non-credenti e altri saggi di filosofia cristiana, Editrice AVE, Roma, 1994.
- Il Cristo della filosofia. Prolegomeni a una cristologia filosofica, Morcelliana, Brescia, 1996.
- Omaggi. Filosofi italiani del nostro tempo (Michele Federico Sciacca, Enrico Castelli Gattinara di Zubiena, Luigi Pareyson, Augusto Del Noce, Alberto Caracciolo, Italo Mancini, Enrico Garulli, Arturo Massolo, Pasquale Salvucci), Morcelliana, Brescia, 1997.
- L'intuizione intellettuale da Kant a Hegel, Morcelliana, Brescia, 2001.
- Del male e del bene (con Giuseppe Riconda), a cura di Francesco Tomatis, Città Nuova Editrice, Roma, 2001.
- La chiesa nella filosofia, Morcelliana, Brescia, 2003.
- I filosofi leggono la Bibbia, Queriniana, Brescia, 2003.
- Che cos'è cristologia filosofica, Morcelliana, Brescia, 2004.
- Eucaristia e filosofia, Morcelliana, Brescia, 2008.
- Morte e immortalità, Morcelliana, Brescia, 2012.
- Gesù romantico, a cura di Antonio Sabetta, Lateran University Press, Città del Vaticano, 2014.

### In francese
Libri
- 1960 Karl Jaspers, Aubier, coll. « Théologie »
- 1962 Existence et Littérature, Desclée de Brouwer
- 1962 Philosophes contemporains, Gabriel Marcel, Maurice Merleau-Ponty, Karl Jaspers, Desclée de Brouwer
- 1964 Jules Lequier ou le tourment de la liberté, Desclée de Brouwer
- 1970 Maurice Merleau-Ponty ou la mesure de l'homme, Seghers
- 1970 Schelling. Une philosophie en devenir, t. I, Le Système vivant, 1794-1821, t. II, La Dernière Philosophie, 1821-1854, Vrin, rééd. 1992
- 1974-1977 Le Christ des philosophes, 3 fascicules, ICP
- 1978 Schelling. Textes esthétiques. Présentation et notes, Klincksieck, coll. « L'esprit et les formes »
- 1984  La Mythologie comprise. L'interprétation schellingienne du paganisme, Bibliopolis, Naples
- 1986 La Christologie idéaliste, préface de Joseph Doré, Desclée de Brouwer, coll. « Jésus et Jésus-Christ », 240 p.
- 1987 L'Absolu et la Philosophie. Essais sur Schelling, coll. « Épiméthée », PUF
- 1990 Le Christ de la philosophie, Cerf, coll. « Cogitatio Fidei », 295 p., prix Montyon de l'Académie française 1991
- 1992 La Semaine sainte des philosophes, Desclée, coll. « Jésus et Jésus-Christ »
- 1993 Le Christ des philosophes : Du Maître de sagesse au divin Témoin, Culture et Vérité, Namur
- 1995 Recherches sur l'intuition intellectuelle, de Kant à Hegel, Vrin
- 1999 Schelling, Biographie,  Calmann-Lévy, coll. « La vie des philosophes »
- 2001 Les philosophes lisent la Bible, Cerf, 200 p., prix du Cardinal Grente de l'Académie française ainsi que pour l'ensemble de son œuvre
- 2001 La Mémoire et l'Invisible, éd. Ad Solem, Genève
- 2002 Jésus romantique, Desclée-Mame, Recension en ligne in Esprit & Vie
- 2003 Fichte. La science la liberté, préface de Reinhard Lauth, Vrin
- 2005  Le Jésuite et le Poète, Éloge jubilaire à Paul Claudel, éd. de Paris, Versailles
- 2006 L'Église des philosophes, de Nicolas de Cuse à Gabriel Marcel, Cerf, Recension en ligne in Esprit & Vie
- 2006 Philosophies eucharistiques, de Descartes à Blondel, Cerf, 180 p., médaille Humboldt 2006
- 2007 Une introduction à Schelling, Honoré Champion

Articoli nelle riviste
- Études philosophiques
- Recherches de science religieuse
- Revue de métaphysique et de morale
- Archives de philosophie
- Communio
- Christus